# 오베르당 알리온수 지 리마
오베르당 알리온수 지 리마(포르투갈어: Oberdan Alionço de Lima, 1995년 7월 30일~)는 브라질의 축구 선수이다. 포지션은 미드필더이다. 현재 K리그1의 포항 스틸러스 소속이다. 좋은.